# Museu Carnegie d'Art
El Museu Carnegie d'Art (Carnegie Museum of Art és un museu d'art americà situat a Pittsburgh, Pennsilvània, al barri d'Oakland. Va ser fundat el 1895 per l'industrial i filantrop Andrew Carnegie (1835-1919). El museu té una gran col·lecció d'art contemporani, inclòs el cinema i el videoart.

## Història
Els orígens del museu es remunten a una idea d'Andrew Carnegie el 1886:
| « | Estic pensant en associar el projecte d'una biblioteca amb el d'una galeria d'art en la qual es conservarien les traces del progrés i desenvolupament de l'art pictòric a Amèrica. | » |

 Inaugurat el 5 de novembre de 1895, la galeria es va ubicar inicialment a l'edifici principal de Carnegie Libraries a Pittsburgh, Oakland. Com Carnegie pensava en una col·lecció de 
| « | vells mestres del demà | » |

 Es pot considerar que el Carnegie Museum of Art és el primer museu d'art modern dels Estats Units. El museu va experimentar una important expansió el 1907, amb l'addició de les sales d'arquitectura i escultura i les galeries Bruce, de nou amb fons donats per Carnegie.

Sota la direcció de Leon Arkus, es Sarah Mellon Scaife Gallery (11 600 m²), un complement al Carnegie Institute. Dissenyat per l'arquitecte Edward Larrabee Barnes, es va inaugurar el 1974, més que doblar l'àrea d'exposició i afegir un espai per a nens, un amfiteatre, oficines, una cafeteria i una llibreria. El crític d'art del The New York Times John Russell (1919-2008) va descriure la galeria com 
| « | paradís impecable | » |

 S'ha renovat diverses vegades des de la seva creació, l'última el 2004.
Avui el museu cultiva l'amor d'Andrew Carnegie per l'art contemporani organitzant regularment l'exposició Carnegie International (més recentment el 1999-2000, 2004-2005 i 2010). Moltes de les obres exposades en aquesta ocasió es van adquirir per a les col·leccions permanents del museu, com ara El naufragi de Winslow Homer (1896) i Arrangement in Black: Portrait of Señor Pablo de Sarasate de Whistler (1884).

## Col·leccions i departaments
El museu compta amb departaments de Belles Arts (art contemporani, obres sobre paper), arts decoratives, arquitectura i fotografia. Presenta 15 exposicions diferents a l'any. Les seves col·leccions permanents inclouen prop de 32 000 objectes, incloent-hi art decoratiu europeu i americà de finals del segle xvii fins a l'actualitat, treballs sobre paper, pintures, gravats (sobretot japonesos), escultures i instal·lacions. En particular, compta amb grans col·leccions d'objectes i cadires d'alumini. Normalment s'exposen unes 1.800 obres.
El 2001, el museu va comprar els arxius del fotògraf afroamericà Charles Harris (1908–1998), format per aproximadament 80.000 negatius que van des dels anys 30 fins als 70. Treballa amb el Teenie Harris Advisory Committee per identificar les fotos. Moltes s'han catalogat i digitalitzat i estan disponibles en línia mitjançant l'eina de cerca del museu.

## Galeries

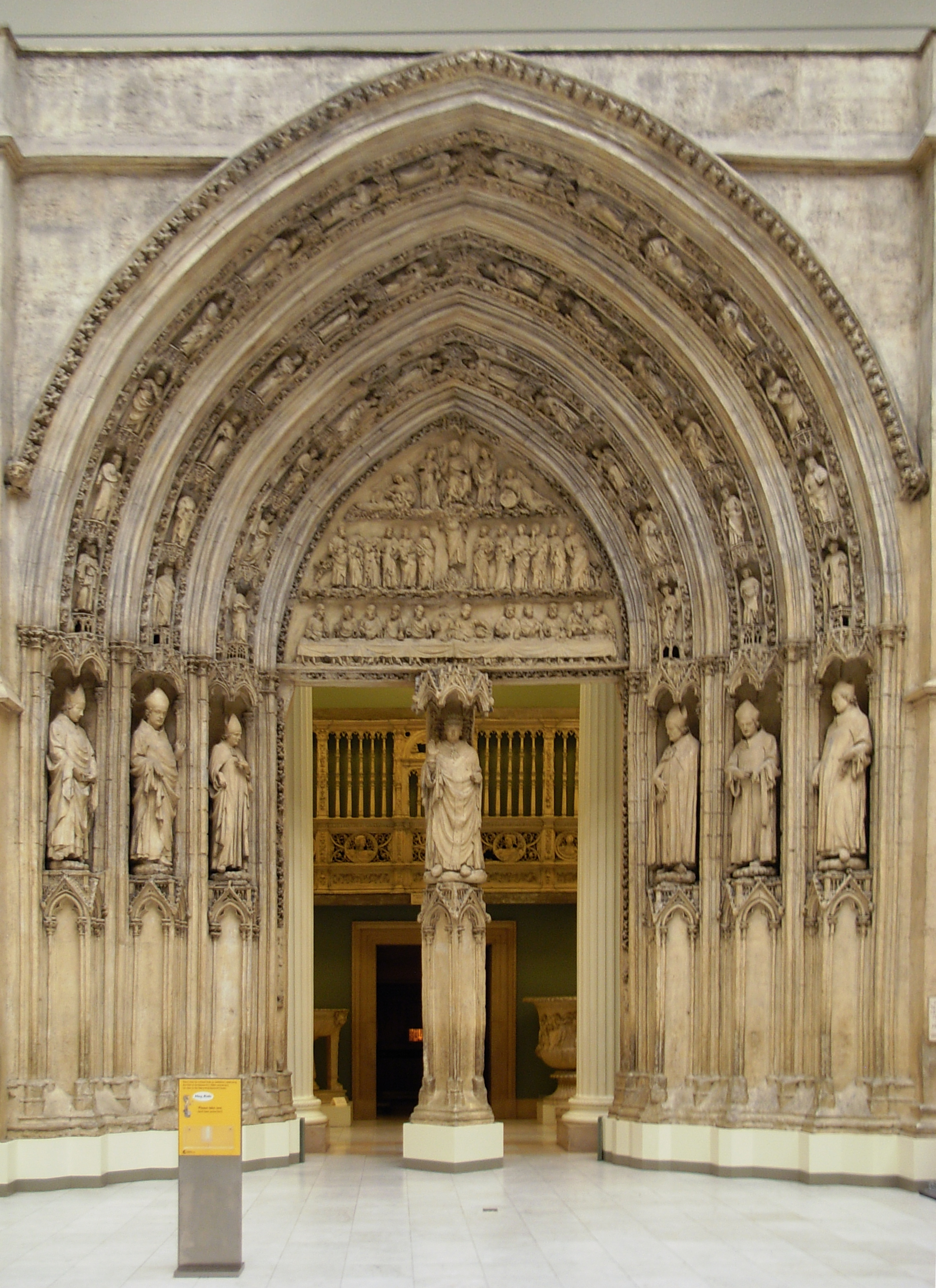
Emmotllament del portal del transsepte nord de la catedral de Bordeus al saló de l'arquitectura.

- Ailsa Mellon Bruce Galleries (1907) - construït originalment per a reproduccions de bronzes de Pompeia i Herculaneum. Renovades el 2009, aquestes galeries exhibeixen més de 500 objectes que representen arts decoratives nord-americanes i europees des de rococó i neoclassicisme des del segle xviii fins al disseny contemporani.

- Sala d'Arquitectura (1907): al final de l'època victoriana, es van comercialitzar massivament peces de guix d'obres notables, ja fossin clàssiques, medievals o antigues. Alguns museus poc freqüents, com el Carnegie Museum of Art, van iniciar la creació dels seus propis grans elencs. El portal occidental de l'Abadia de Sant Geli, pagat per Andrew Carnegie per consell dels experts, és un d'aquests, i probablement el repartiment arquitectònic més gran que s'hagi fet mai. Avui en dia, el Saló de l'Arquitectura alberga gairebé 140 motius de guix a mida natural d'elements arquitectònics d'Egipte, Grècia, Roma i altres civilitzacions antigues, així com arquitectura romànica, gòtica i renaixentista. És la col·lecció més gran de motlles de guix de les Amèriques i una de les tres més grans del món amb les del Victoria and Albert Museum de Londres i el Museum of French Monuments de París.

- Sala d'escultures (1907): construït sobre el model del santuari interior del Partenó, originalment estava destinat a rebre 69 guixos d'escultura egípcia, del Pròxim Orient, grec i romà. Avui presenta obres de les col·leccions permanents, on els seus balcons presenten objectes d'art decoratiu des del segle xviii fins al XX.

- Heinz Architectural Center (1993) - dedicat a la col·lecció, estudi i exposició de dibuixos i maquetes arquitectòniques.

- Scaife Galleries - Principalment dedicats a l'art americà i europeu des del 1850, també tenen col·leccions d'art africà, art clàssic i egipci, així com art europeu i americà més antic.

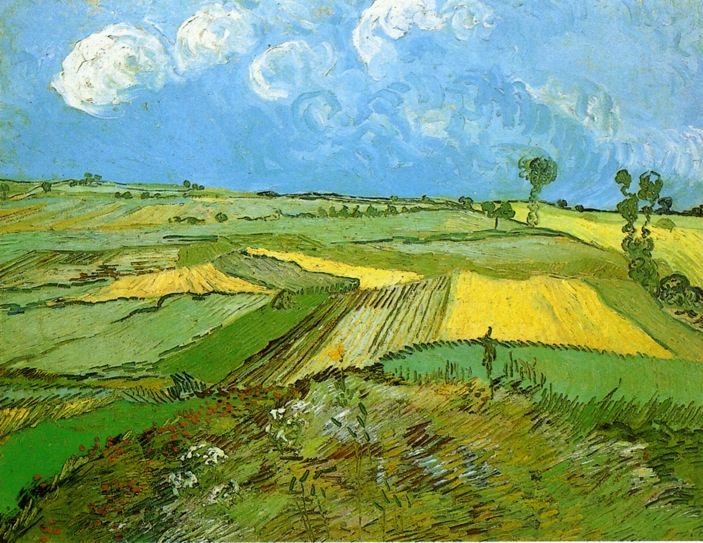
Vincent van Gogh, Camps de blat després de la pluja (1890)

- Galeria d'obres en paper.

- Galeria del fòrum